# 西洋音楽
西洋音楽（せいようおんがく、英語: Western music; フランス語: Musique occidentale; イタリア語: Musica occidentale; ラテン語: Musica occidentalis）とは、ヨーロッパ起源の音楽のことである。

## 西洋音楽のジャンル
西洋音楽のうちで、芸術音楽としての性格を持つものをクラシック音楽と呼び、大衆音楽としての性格を持つものをポピュラー音楽と呼んで大別する分類法が最も一般的に用いられている。

### ポピュラー音楽
ポピュラー音楽にはポップス、ロック、ジャズ、ソウル、レゲエ、ヒップホップなどが含まれている。